# دنیای عشق
دنیای عشق نام یک آلبوم موسیقی اثر معین، هنرمند ایرانی است که در سبک پاپ تهیه شده و دارای ۱۲ آهنگ است.

## فهرست آهنگ‌ها
| آلبوم دنیای عشق |                |                          |               |
| آهنگ            | ترانه سرا      | آهنگساز                  | تنظیم         |
| رویا            | ژاکلین ویگن    | ژاکلین ویگن و کاظم عالمی | کاظم عالمی    |
| سایه            | هما میرافشار   | معین                     | کاظم عالمی    |
| شبای رفتنِ تو    | ناهید          | معین                     | شوبرت آواکیان |
| معما            | فریدون علیخانی | کاظم عالمی               | کاظم عالمی    |
| سوزِ دل          | جهانبخش پازوکی | جهانبخش پازوکی           | محمد مقدم     |
| بهانه           | مریم قاضی      | کاظم عالمی               | کاظم عالمی    |
| فراموشم نکن     | بابک رادمنش    | بابک رادمنش              | بابک رادمنش   |
| این چه عشقی است | فروغ فرخزاد    | کاظم عالمی               | کاظم عالمی    |
| نیرنگ           | اردلان سرفراز  | فرید زلاند               | فرید زلاند    |
| زندگی           | اردلان سرفراز  | فرید زلاند               | فرید زلاند    |
| نماز            | هدیه           | معین                     | آندرانیک      |
| الهه ناز        | کریم فکور      | اکبر محسنی               | کاظم عالمی    |